# Cal Viudes
Cal Viudes és un edifici del municipi de Fondarella a la comarca del Pla d'Urgell inclòs en l'Inventari del Patrimoni Arquitectònic de Catalunya.

## Descripció
És una casa entre mitgeres amb tres plantes, la baixa amb uns pòrtics de grans arcs de mig punt rebaixat, la primera els repeteix amb menys llum i treu l'ampit de pedra als dos del mig. La galeria es correspon a la golfa amb un gran terrat. És realitzada amb carreuades irregulars excepte en columnes i marcs. En el balustre de la balconada principal de la façana davantera hi ha la data de 1852.

## Història
La planta compartimentada amb complexitat i sense racionalitat fa pensar que la casa va ser construïda per etapes. La data del balustre del balcó podria correspondre a la composició definitiva de la façana. Segons notes de l'arxiver municipal, Josep Mª Cabau, la casa és en un solar corresponent a la part de creixement de la població i que, per tant, la data de construcció no pot ser més antiga del segle xix. A mitjan segle xix la casa era coneguda com a Cal Torres.